# Bruno Tabacci
Bruno Tabacci (ur. 27 sierpnia 1946 w Quistello) – włoski polityk, parlamentarzysta, były prezydent Lombardii, lider ugrupowań Biała Róża i Centrum Demokratyczne.

## Życiorys
Ukończył studia ekonomiczne na Uniwersytecie w Parmie, pracował jako doradca w sprawach gospodarczych i finansowych. W latach 80. został urzędnikiem w Ministerstwie Przemysłu, później stał na czele sekretariatu ministra skarbu Giovanniego Gorii. Od 1970 do 1985 pełnił funkcję radnego różnych miejscowości w prowincji Mantua. Następnie do 1991 zasiadał w radzie regionu Lombardia, w latach 1987–1989 sprawował jednocześnie urząd prezydenta regionu z rekomendacji Chrześcijańskiej Demokracji. W 1991 został przewodniczącym jednego z komitetów w Ministerstwie Rolnictwa.
W latach 1992–1994 zasiadał w Izbie Deputowanych XI kadencji. W drugiej połowie lat 90. pozostawał poza czynną polityką, zajmował się biznesem, pełnił funkcje we władzach różnych przedsiębiorstw (m.in. Eni). W 2001 z ramienia Centrum Chrześcijańsko-Demokratycznego powrócił do niższej izby parlamentu jako poseł XIV kadencji.
Od 2002 należał do Unii Chrześcijańskich Demokratów i Centrum, którą współtworzyło m.in. CCD. W wyborach w 2006 ponownie został deputowanym (XV kadencji). Należał do zwolenników opuszczenia centroprawicowej koalicji skupionej wokół Silvia Berlusconiego. W styczniu 2008 wystąpił z UDC, współtworząc wraz z senatorem Mario Baccinim nowe ugrupowanie pod nazwą Biała Róża. Partia ta weszła zaraz po powstaniu w koalicję właśnie z UDC, tworząc wspólną listę wyborczą (pod nazwą Unia na rzecz Centrum). Z jej ramienia Bruno Tabacci w przedterminowych wyborach w tym samym roku odnowił mandat na XVI kadencję. Wkrótce przejął kierownictwo w Białej Róży jako jej nowy sekretarz generalny, zaś w 2009 przeszedł do Sojuszu dla Włoch. W 2012 współtworzył Centrum Demokratyczne, z jego ramienia w 2013 ponownie wybrany do Izby Deputowanych na XVII kadencję.
W 2018 i 2022 utrzymywał mandat poselski, będąc kandydatem centrolewicy w okręgu większościowym.
Wraz z Centrum Demokratycznym działał w koalicji +Europa, potem przekształconej w partię. W jej ramach w czerwcu 2019 objął techniczną funkcję przewodniczącego. We wrześniu tego samego roku wbrew oficjalnemu stanowisku ugrupowania zagłosował za wotum zaufania dla drugiego rządu Giuseppe Contego, w konsekwencji opuszczając to ugrupowanie. Pozostał jednocześnie liderem CD. W lutym 2021 powołany na podsekretarza stanu przy prezydium rządu, powierzono mu kwestie koordynacji polityki ekonomicznej. Funkcję tę pełnił do końca urzędowania gabinetu w 2022.